# آتیلا پتشاوئر
آتیلا پتشاوئر (مجاری: Petschauer Attila؛ ۱۴ دسامبر ۱۹۰۴ – ۳۰ ژانویهٔ ۱۹۴۳) شمشیرباز اهل مجارستان بود.
وی در مسابقات کشوری و بین‌المللی در مجموع برندهٔ ۲ مدال طلا، ۱ مدال نقره شده‌است.